# Felip Bens i Carrión
Felip Bens i Carrión (El Cabanyal, Ciutat de València, 1969) és un escriptor, periodista i editor valencià.
Actualment escriu les columnes esportives setmanals Bombeja Agustinet!, publicades a Levante-EMV i abans a Superdeporte, i Peleando a la contra i Veles e Vents en ValenciaPlaza. Com a escriptor, ha escrit llibres dedicats al Cabanyal, al futbol i altres de ficció. És fundador i membre del consell de redacció de la Revista Lletraferit.
Ha publicat l'obra en quatre volums Historia del Llevant UD, i entre la bibliografia dedicada al Cabanyal hi destaquen l'antologia d'arquitectura Houses From El Cabanyal, i La Cuina del Cabanyal. En narrativa, ha publicat Dones e altri, El cas Forlati i Toronto.

## Obres
- Les sabates de pell de puça (1993) Lo Rat Penat. ISBN 9788460457565
- I en despertar (1996) Ajuntament de València. Coautor junt amb Sandra López i Balaguer. ISBN 8489747016
- Senyera Valenciana: la bandera de tots (2005) Diputació de València. (Amb Andreu Tintorer i Peiró)
- Houses from El Cabanyal/Les cases del Cabanyal (2007/2013) Drassana.
- Historia del Llevant UD (2009-2011) Ed. L'Oronella. (Amb José Luis García Nieves)
- La Cuina del Cabanyal (2012) Drassana.
- El cas Forlati (2012) L'Oronella. Reeditat en 2016 en Llibres de la Drassana, afegint el subtítol L'home que volia ser Marlowe.[10]
- València al mar (2016) Llibres de la Drassana.
- Dones e Altri (2018) Llibres de la Drassana.
- Toronto. L'exili de Larry Forlati (2022) Llibres de la Drassana.

## Premis i reconeiximents
- 1993 - XII Premi Constantí Llombart de Narrativa en Valencià (dins dels Premis literaris Ciutat de València) per I en despertar.[11]
- 2012 - XI Premi Federic Feases de novel·la (organitzat per El Piló de Burjassot) per El cas Forlati.[12]